# Muskauer Faltenbogen

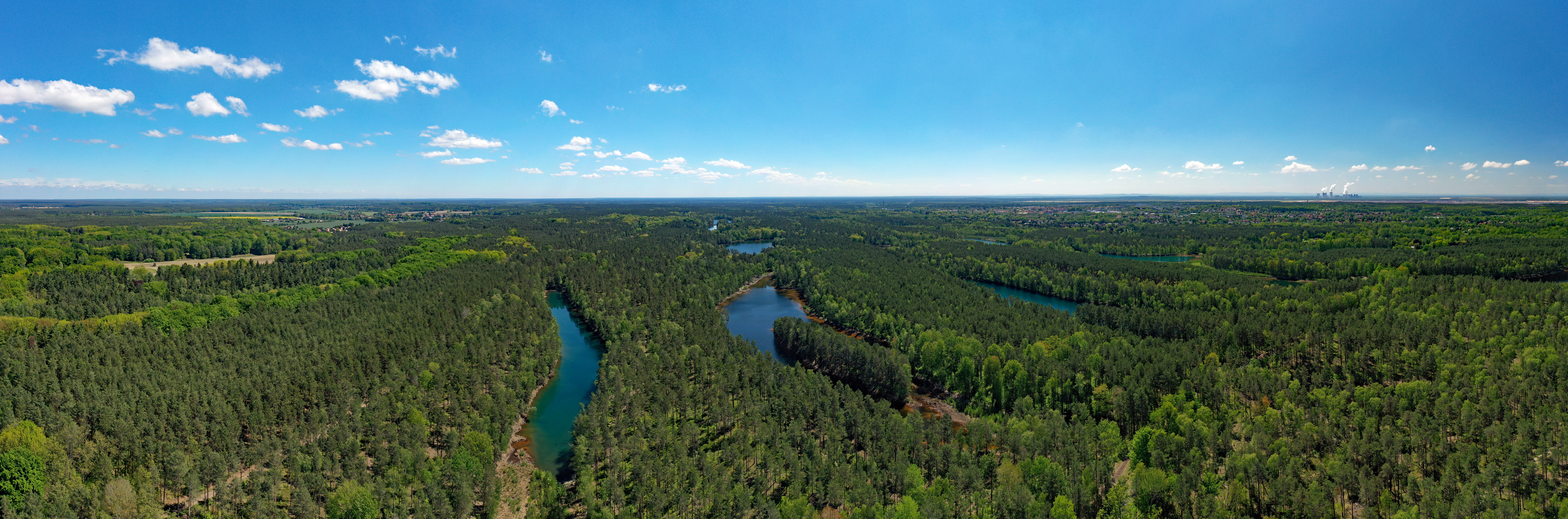
Luftbildpanorama der Restlöcher zwischen Kromlau und Gablenz

Der Muskauer Faltenbogen in Brandenburg und Sachsen (Deutschland) sowie in der Woiwodschaft Lebus (Polen) ist eine Stauchendmoräne der Elstereiszeit. Er ist Bestandteil des Lausitzer Grenzwalles. Der Muskauer Faltenbogen wurde 2006 in die Liste der 77 ausgezeichneten Nationalen Geotope aufgenommen.

## Geographische Lage

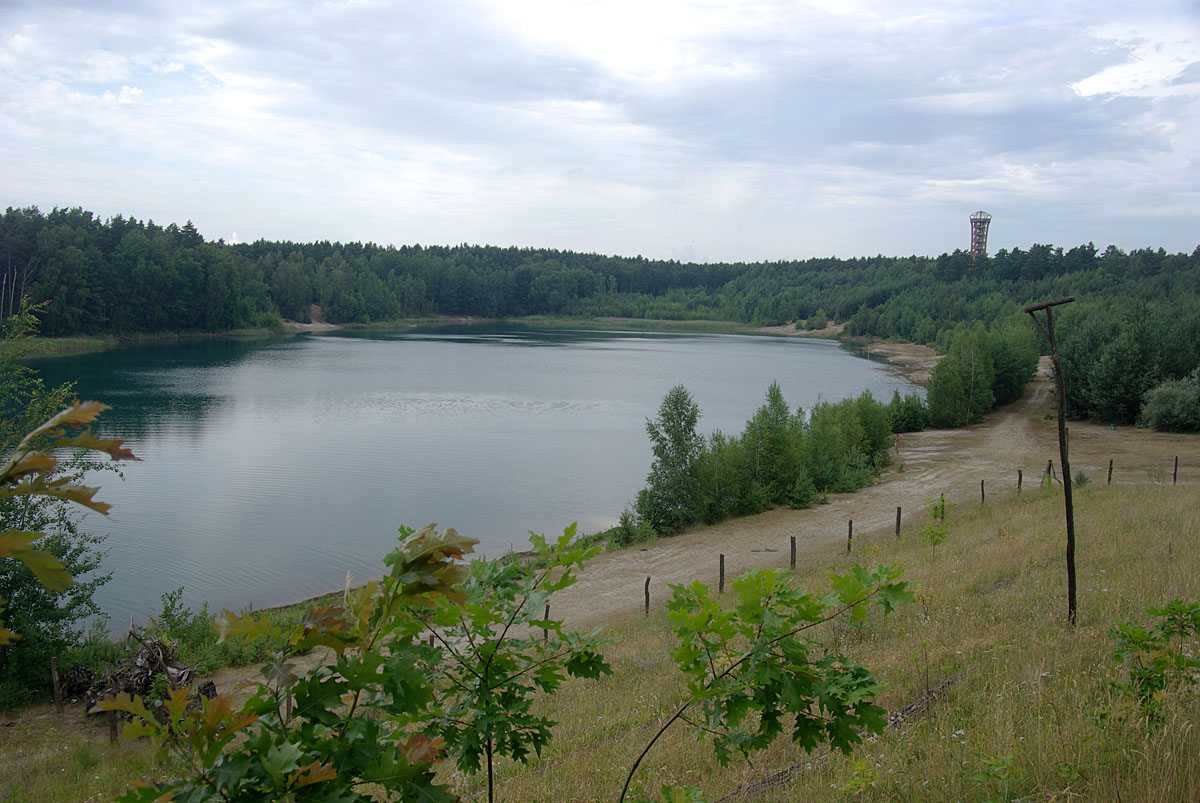
Felixsee

Der Muskauer Faltenbogen erstreckt sich beiderseits der einen Abschnitt der deutsch-polnischen Grenze bildenden Lausitzer Neiße in Form eines nach Norden offenen Hufeisens von Döbern (Brandenburg) im Nordwesten über Weißwasser/Oberlausitz und Bad Muskau (beide in Sachsen) im Süden bis zum polnischen Trzebiel (dt. Triebel) im Nordosten über eine Fläche von etwa 250 km². Seine höchste Erhebung ist der westlich von Döbern befindliche Hohe Berg (183,7 m ü. HN). Zu den weiteren Erhebungen gehören der Brandberg (175,3 m) und die Drachenberge (162,8 m).
Der grenzüberschreitende Geopark Muskauer Faltenbogen umfasst eine Größe von etwa 580 km².

## Geologie und Bergbau
Ein bis zu 500 m mächtiger Gletscher des Inlandeises stauchte die vor und unter ihm liegenden Sand- und Braunkohleschichten auf mehr als 40 km Länge zu einem kleinräumigen Faltenbogen mit einer Stauchendmoräne von bis zu 180 m Höhe und 700 m Breite auf. Die Struktur ist rezent als flachwelliger Hügelzug erhalten und weltweit nahezu einmalig. Der in der Folge innerhalb des Hufeisens entstandene Schmelzwassersee wurde durch Bändertone aufgefüllt. Eisvorstöße in den folgenden Kaltzeiten trugen die höhergelegenen Teile der Endmoräne ab. Durch Oxidation und damit einhergehendem Volumenverlust der oberflächennahen Bereiche der Braunkohlenflöze bildeten sich Geländefurchen von 3 m bis 5 m, maximal 20 m Tiefe, 10 m bis 30 m Breite und bis zu mehreren Kilometern Länge. Als Gieser benannt bilden sie auf langen Strecken abflusslose Gräben, die entweder mit stehendem Wasser gefüllt oder häufig auch vertorft sind.
Während lange Zeit davon ausgegangen wurde, dass der Faltenbogen in der Saaleeiszeit gebildet wurde, entstand er nach neueren Untersuchungen bereits in der Elstereiszeit. Dass er im Bereich einer saalezeitlichen Endmoräne liegt, ist dabei eher zufälliger Natur.

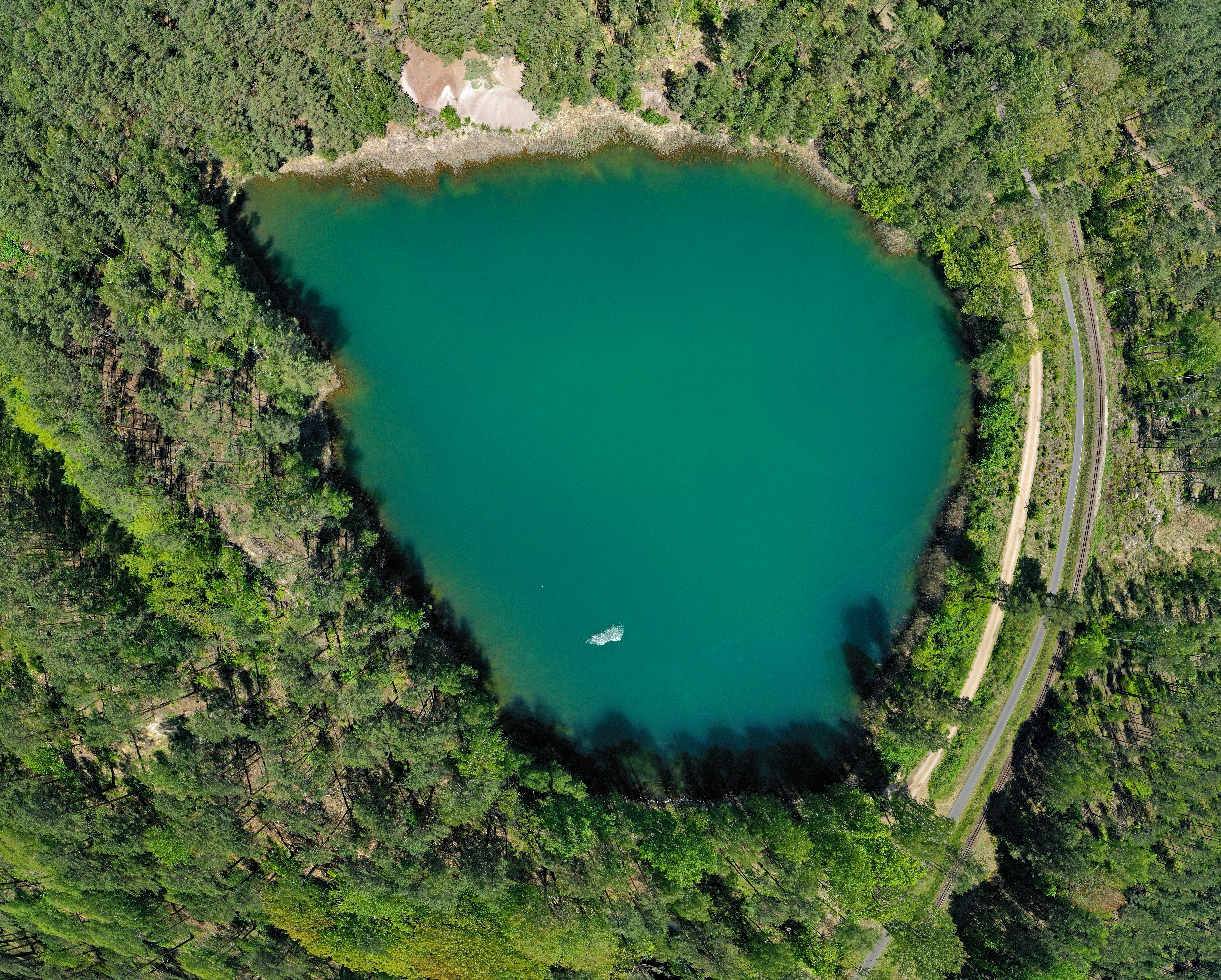
Bergbau-Restsee bei Kromlau

Nach schon jahrhundertelanger Gewinnung von Ton und Sand wurde im 19. und 20. Jahrhundert im Gebiet des Muskauer Faltenbogens Braunkohle abgebaut, teils im Pfeilerbruchbau, teils im Tagebau. Bedingt durch die Lage der abgebauten Flöze haben sich nach Ende des Bergbaus in den Restlöchern nördlich und östlich von Weißwasser auffallend langgestreckte Seen gebildet.

## Geoparks

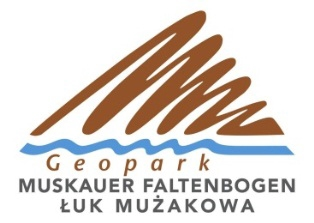
Logo des Geoparks Muskauer Faltenbogen

Auf deutscher Seite ist die gesamte Fläche dieser geologischen Struktur – unter Einbeziehung südlich angrenzender Gebiete – seit 2003 ein Geopark. Dieser wurde 2006 als Nationaler Geopark in Deutschland anerkannt und – zusammen mit dem polnischen Schwester-Geopark – im Jahr 2011 zu einem Geopark des European Geopark Network zertifiziert. Die UNESCO definiert für einen Geopark drei übergeordnete Ziele: Bewahrung der intakten Umwelt, Impulse für eine nachhaltige wirtschaftliche Entwicklung und geowissenschaftliche Wissensvermittlung. Acht der insgesamt 19 deutschen Geoparks haben die internationale Auszeichnung der UNESCO als Globaler Geopark erhalten und arbeiten in einem europaweiten Netzwerk zusammen.
Am 28. Mai 2016 fand in Bad Muskau die feierliche Übergabe des Titels UNESCO Global Geopark statt.